# René Génin
René Génin (Aix-en-Provence, 25 gennaio 1890 – Parigi, 24 ottobre 1967) è stato un attore francese di cinema e teatro.
Nel corso della sua lunga carriera è apparso in più di 130 film tra il 1931 e il 1965.

## Filmografia parziale
- L'Amour à l'américaine, regia di Claude Heymann e Pál Fejös (1931) - non accreditato
- En zinc sec, regia di Louis Mercanton - cortometraggio (1931)
- La Fusée, regia di Jacques Natanson (1933)
- Le Dernier Preux, regia di Pierre-Jean Ducis - cortometraggio (1933)
- Gudule, regia di Pierre-Jean Ducis - cortometraggio (1933)
- Deux Picon-grenadine, regia di Pierre-Jean Ducis - cortometraggio (1933)
- Quatre à Troyes, regia di Pierre-Jean Ducis - cortometraggio (1934)
- Le Cavalier Lafleur, regia di Pierre-Jean Ducis (1934)
- L'Auberge du petit dragon, regia di Jean de Limur (1934)
- Un petit trou pas cher, regia di Pierre-Jean Ducis (1934)
- Le Centenaire, regia di Pierre-Jean Ducis - cortometraggio (1934)
- La Prison De Saint-Clothaire, regia di Pierre-Jean Ducis (1934)
- Le Vertige, regia di Paul Schiller (1935)
- Ferdinand le noceur, regia di René Sti (1935) - non accreditato
- Le Crime de Monsieur Pegotte, regia di Pierre-Jean Ducis - cortometraggio (1935)
- Jim la houlette, regia di André Berthomieu (1935) - non accreditato
- Les deux docteurs, regia di Pierre-Jean Ducis - cortometraggio (1935)
- La Clef des champs, regia di Pierre-Jean Ducis - cortometraggio (1935)
- Il delitto del signor Lange (Le crime de Monsieur Lange), regia di Jean Renoir (1935)
- Le Collier du grand duc, regia di Robert Péguy (1936)
- Les Gaietés de la finance, regia di Jack Forrester (1936) - non accreditato
- L'ammutinamento dell'Elsinore (Les mutinés de l'Elseneur), regia di Pierre Chenal (1936)
- Haut comme trois pommes, regia di Pierre Ramelot e Ladislao Vajda (1936)
- Jenny, regina della notte (Jenny), regia di Marcel Carné (1936)
- Les Jumeaux de Brighton, regia di Claude Heymann (1936)
- La via dei brillanti (27 Rue de la Paix), regia di Richard Pottier (1936) - non accreditato
- Verso la vita (Les Bas-fonds), regia di Jean Renoir (1936)
- Les Croquignolle, regia di Robert Péguy (1936)
- Francesco I (François Premier), regia di Christian-Jaque (1937)
- Il fu Mattia Pascal (L'Homme de nulle part), regia di Pierre Chenal (1937)
- Vous n'avez rien à déclarer?, regia di Léo Joannon (1937)
- Le Choc en retour, regia di Maurice Kéroul e Georges Monca (1937)
- Notti di fuoco (Nuits de feu), regia di Marcel L'Herbier (1937)
- Perdizione (La Danseuse rouge), regia di Jean-Paul Paulin (1937)
- Carnet di ballo (Un carnet de bal), regia di Julien Duvivier (1937)
- Il caso del giurato Morestan (Gribouille), regia di Marc Allégret (1937) - non accreditato
- Lo strano dramma del dottor Molyneux (Drôle de drame), regia di Marcel Carné (1937)
- Le Gagnant, regia di Yves Allégret (1937)
- Delirio (Orage), regia di Marc Allégret (1938)
- L'Innocent, regia di Maurice Cammage (1938)
- Notti di principi (Nuits de princes), regia di Vladimir Strizhevsky (1938) - non accreditato
- La grande prova (Ramuntcho), regia di René Barberis (1938)
- Les Gens du voyage, regia di Jacques Feyder (1938) - non accreditato
- Gli scomparsi di Saint Agil (Les disparus de St. Agil), regia di Christian-Jaque (1938)
- Il porto delle nebbie (Le Quai des brumes), regia di Marcel Carné (1938)
- L'Accroche-cœur, regia di Pierre Caron (1938)
- Le Paradis de Satan, regia di Félix Gandéra (1938)
- Ernesto il ribelle (Ernest le rebelle), regia di Christian-Jaque (1938)
- La vergine folle (La Vierge folle), regia di Henri Diamant-Berger (1938)
- Le jour se lève (1939)
- Il tatuato (Raphaël le tatoué), regia di Christian-Jaque (1939)
- L'assassin habite... au 21 (1942)
- Le journal tombe à cinq heures (1942)
- A Cage of Nightingales (1945)
- Pamela (1945)
- Majestic Hotel Cellars (1945)
- The Last Penny (1946)
- The Sea Rose (1946)
- Jericho (1946)
- La Maison sous la mer (1947)
- Les Amants du pont Saint-Jean (1947)
- The Beautiful Trip (1947)
- L'Inconnu d'un soir, regia di Hervé Bromberger e Max Neufeld (1949)
- The Farm of Seven Sins (1949)
- The Lovers Of Verona (1949)
- The Passenger (1949)
- Dieu a besoin des hommes (1950)
- The Atomic Monsieur Placido (1950)
- Juliette ou La clef des songes (1950)
- The Treasure of Cantenac (1950)
- Monsieur Octave (1951)
- Juliette, or Key of Dreams (1951)
- La minute de vérité (1952)
- Le boulanger de Valorgue (1953)
- Le Fruit défendu (1952)
- Le dossier noir (1955)
- The Law Is the Law (1958)
- Les Yeux sans visage (1960)
- Classe tous risques (1960)
- Cocagne (1961)
- Cresus (1960)
- Judex (1963)
- Cent briques et des tuiles (1965)